# Lerma (kommun i Mexiko)
Lerma är en kommun i Mexiko grundad 1826. Den ligger i delstaten Mexiko, i den centrala delen av landet, cirka 30 kilometer sydväst om huvudstaden Mexico City, och  cirka 10 kilometer ost om Toluca de Lerdo. Kommunen hade 170 327 invånare vid folkräkningen 2020.
Den administrativa huvudorten i kommunen är Lerma de Villada. Lermas area är 212,83 kvadratkilometer. Kommunens höjd över havet varierar stort. 2 650 meter i huvudstaden Lerma de Villada, och som högst 3 313 meter i bergen kring Salazar. I Lerma finns floden Río Lerma.